# 針尾瀬戸

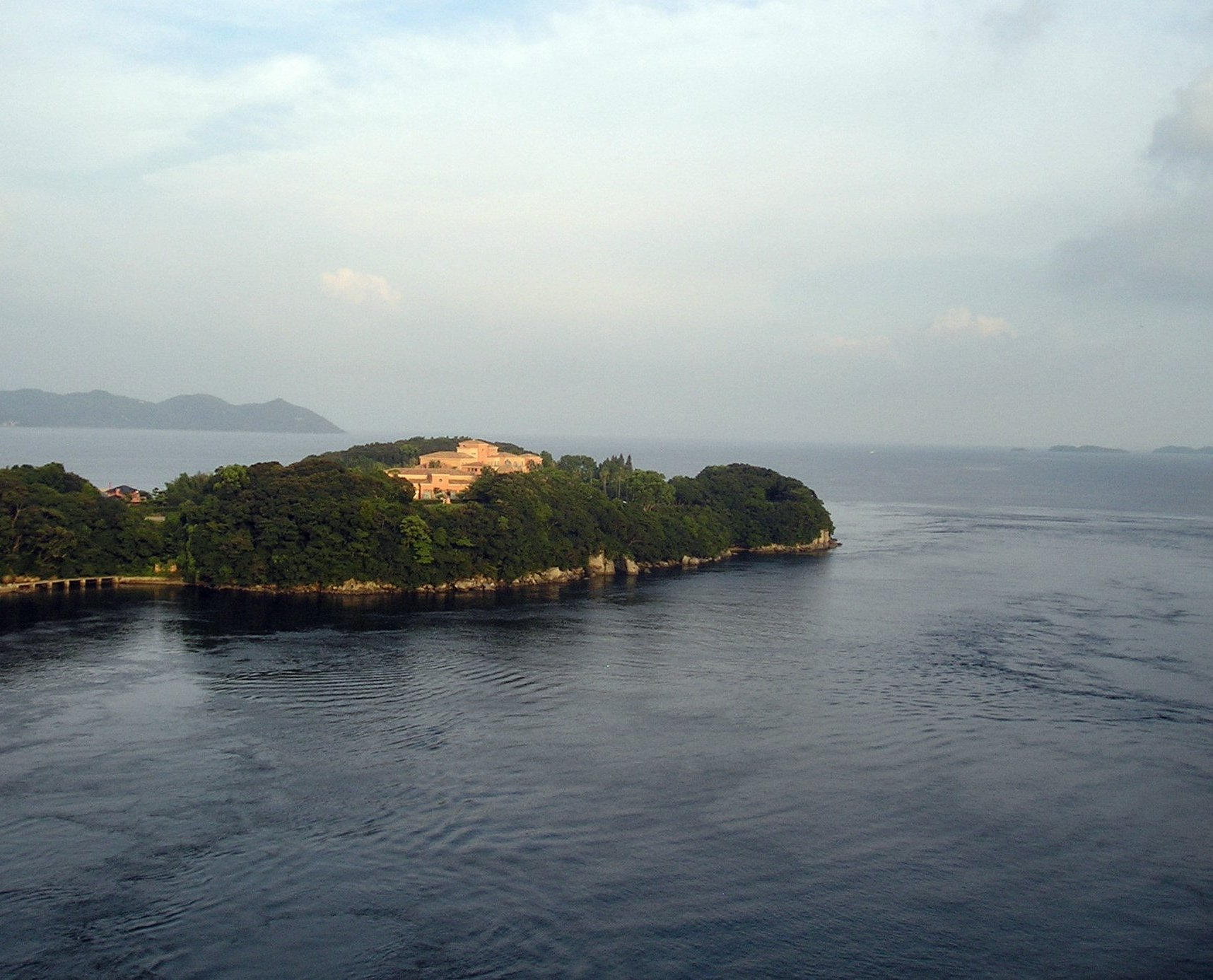
針尾瀬戸の渦潮。西海橋から。

針尾瀬戸（はりおせと）は、長崎県の大村湾を塞ぐ針尾島と西彼杵半島の間の水域。佐世保市と西海市との境界であり、西海橋と新西海橋が架けられている。屈曲した狭い海峡であり、最狭部は幅約170mほどである。大変流れが早く10ノット以上になるときもあり、渦潮を見ることができ、日本三大急潮の一つとされる。
針尾瀬戸の呼び名は、針尾島がある佐世保市側から見た名称であり、伊ノ浦という入り江がある対岸の西海市側から見た名称では伊ノ浦瀬戸と呼ばれる。

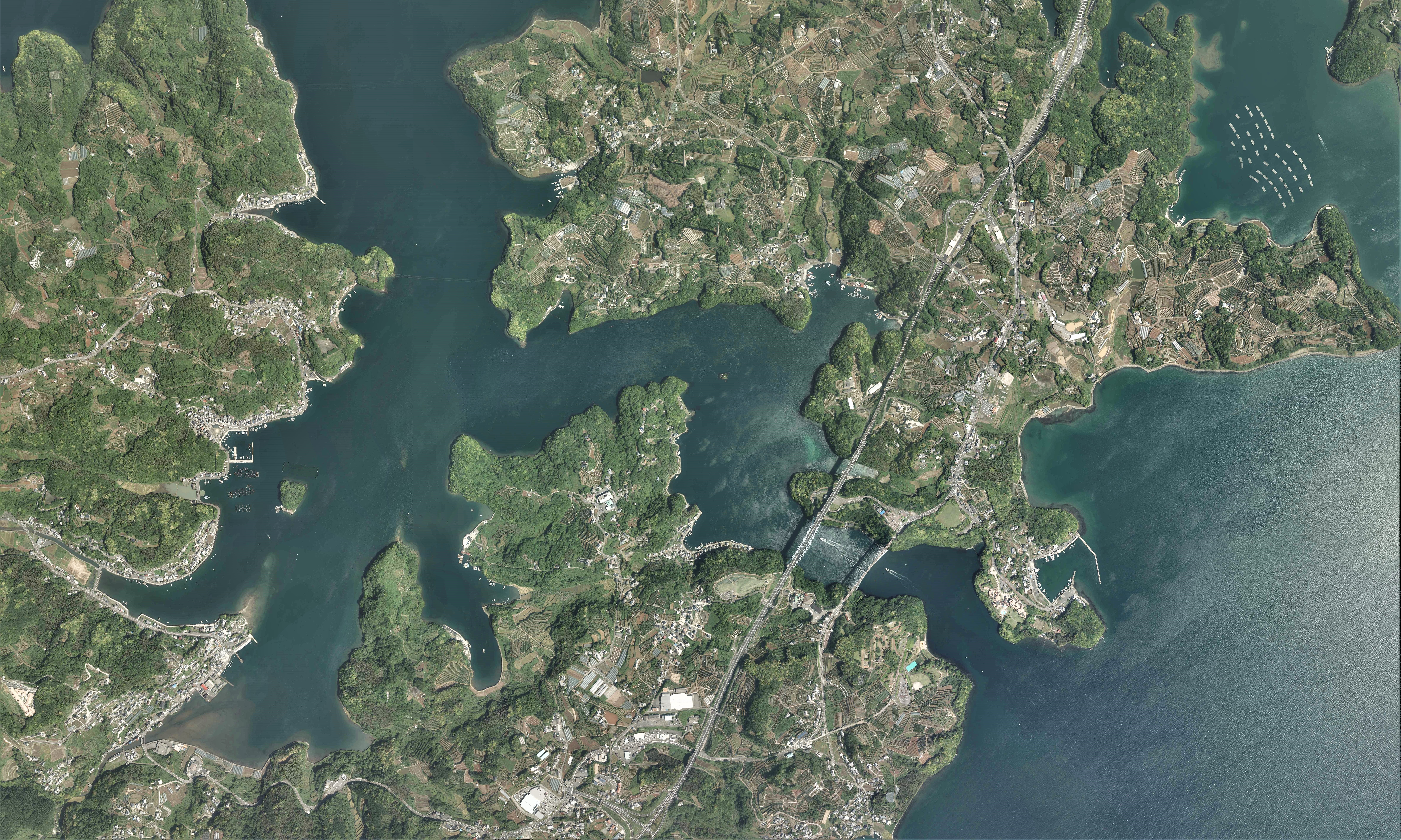
針尾瀬戸周辺の空中写真（2014年5月6日撮影の6枚を合成作成）